# Leichtathletik-Weltmeisterschaften 1995/20 km Gehen der Männer

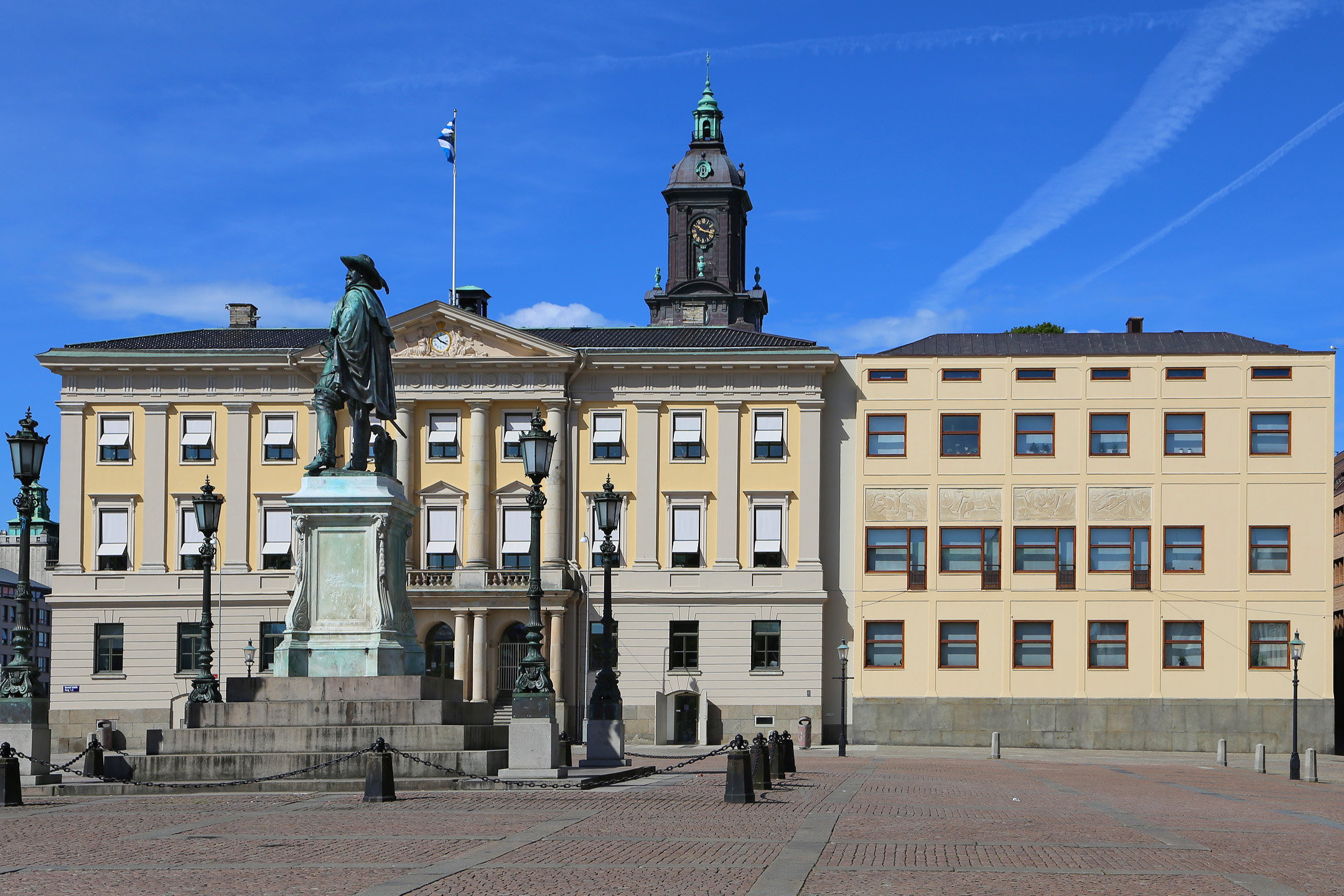
Der Gustav Adolf-Platz in Göteborg

Das 20-km-Gehen der Männer bei den Leichtathletik-Weltmeisterschaften 1995 wurde am 6. August 1995 in den Straßen der schwedischen Stadt Göteborg ausgetragen.
Weltmeister wurde der Italiener Michele Didoni. Er gewann vor dem spanischen Titelverteidiger und EM-Dritten von 1994 Valentí Massana. Bronze ging an den belarussischen WM-Dritten von 1991 und Vizeeuropameister von 1994 Jauhen Missjulja.

## Bestehende Rekorde / Bestmarken
| Weltbestzeit             | 1:18:13 h | Pavol Blažek      | Hildesheim, BR Deutschland | 16. September 1990 |
| Weltmeisterschaftsrekord | 1:19:37 h | Maurizio Damilano | WM 1991 in Tokio, Japan    | 24. August 1991    |

Anmerkung:
Rekorde wurden damals im Marathonlauf und Straßengehen wegen der unterschiedlichen Streckenbeschaffenheiten mit Ausnahme von Meisterschaftsrekorden nicht geführt.
Der WM-Rekord wurde bei diesen Weltmeisterschaften nicht eingestellt und nicht verbessert.

## Durchführung
Hier gab es keine Vorrunde, alle 46 Geher traten gemeinsam zum Finale an.

## Ergebnis

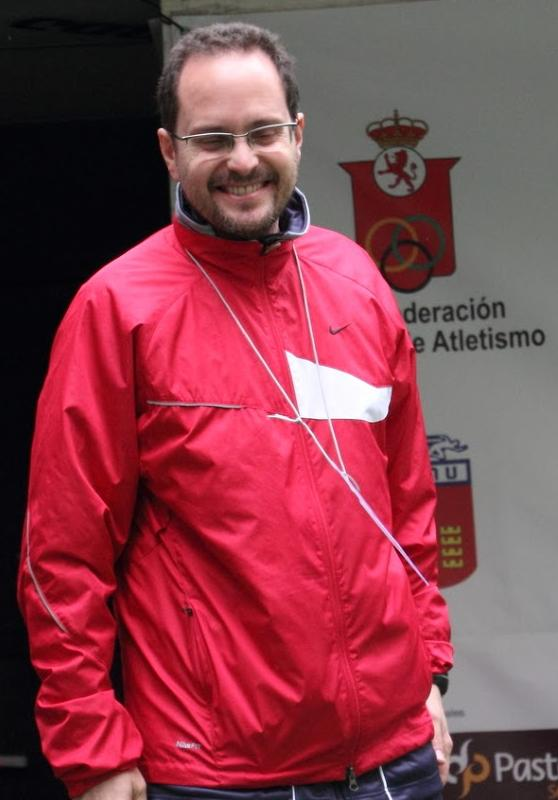
Vizeweltmeister Valentí Massana, er trat als Titelverteidiger und EM-Dritter von 1994 an

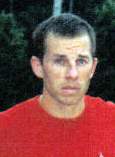
Der viertplatzierte Ilja Markow

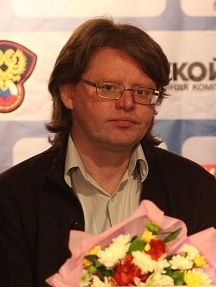
Michail Schtschennikow, 1991 Vizeweltmeister kam auf den sechsten Platz

6. August 1995, 14:00 Uhr
| Platz | Name                   | Nation              | Zeit (h) |
| ----- | ---------------------- | ------------------- | -------- |
| 1     | Michele Didoni         | Italien             | 1:19:59  |
| 2     | Valentí Massana        | Spanien             | 1:20:23  |
| 3     | Jauhen Missjulja       | Belarus             | 1:20:48  |
| 4     | Ilja Markow            | Russland            | 1:21:28  |
| 5     | Li Zewen               | Volksrepublik China | 1:21:39  |
| 6     | Michail Schtschennikow | Russland            | 1:22:16  |
| 7     | Denis Langlois         | Frankreich          | 1:22:21  |
| 8     | Igor Kollár            | Slowakei            | 1:22:30  |
| 9     | Michail Chmelnizki     | Belarus             | 1:23:24  |
| 10    | Jean-Olivier Brosseau  | Frankreich          | 1:23:34  |
| 11    | Nicholas A’Hern        | Australien          | 1:23:45  |
| 12    | Nischan Daimer         | Deutschland         | 1:24:17  |
| 13    | Héctor Moreno          | Kolumbien           | 1:24:34  |
| 14    | Robert Ihly            | Deutschland         | 1:24:40  |
| 15    | Enrico Lang            | Italien             | 1:24:43  |
| 16    | Martin St. Pierre      | Kanada              | 1:24:49  |
| 17    | José Urbano            | Portugal            | 1:26:10  |
| 18    | Stefan Johansson       | Schweden            | 1:26:20  |
| 19    | Sérgio Galdino         | Brasilien           | 1:26:53  |
| 20    | Costica Balan          | Rumänien            | 1:26:53  |
| 21    | Hubert Sonnek          | Tschechien          | 1:27:35  |
| 22    | Gyula Dudás            | Ungarn              | 1:28:08  |
| 23    | Chen Shaoguo           | Volksrepublik China | 1:28:13  |
| 24    | Magnus Morenius        | Schweden            | 1:28:29  |
| 25    | Darrell Stone          | Großbritannien      | 1:28:48  |
| 26    | Sverre Jensen          | Norwegen            | 1:29:35  |
| 27    | Roman Mrázek           | Slowakei            | 1:29:37  |
| 28    | Claudio Luiz Bertolino | Brasilien           | 1:30:25  |
| 29    | Waleri Borissow        | Kasachstan          | 1:31:22  |
| 30    | Hatem Ghoula           | Tunesien            | 1:32:17  |
| 31    | Scott Nelson           | Neuseeland          | 1:32:19  |
| 32    | Valdas Kazlauskas      | Litauen             | 1:33:54  |
| 33    | Jefferson Pérez        | Ecuador             | 1:34:20  |
| 34    | Myint Htay             | Myanmar             | 1:37:08  |
| 35    | Daisuke Ikeshima       | Japan               | 1:37:11  |
| DNF   | Alejandro López        | Mexiko              |          |
| DNF   | Mariusz Ornoch         | Polen               |          |
| DNF   | Vladimir Ostrovskiy    | Israel              |          |
| DNF   | Bernardo Segura        | Mexiko              |          |
| DNF   | Fernando Vázquez       | Spanien             |          |
| DNF   | Dmitri Jesiptschuk     | Russland            |          |
| DSQ   | Bu Lingtang            | Volksrepublik China |          |
| DSQ   | Giovanni De Benedictis | Italien             |          |
| DSQ   | Daniel García          | Mexiko              |          |
| DSQ   | Tomaš Kratochvil       | Tschechien          |          |
| DSQ   | Daniel Plaza           | Spanien             |          |
| DNS   | Vyacheslav Fedchuk     | Moldau              |          |
| DNS   | Allen James            | USA                 |          |

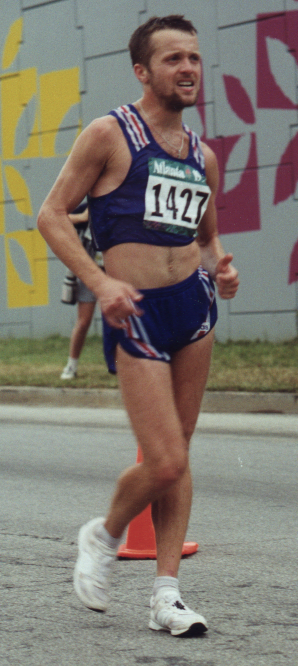
Jean-Olivier Brosseau belegte Rang zehn
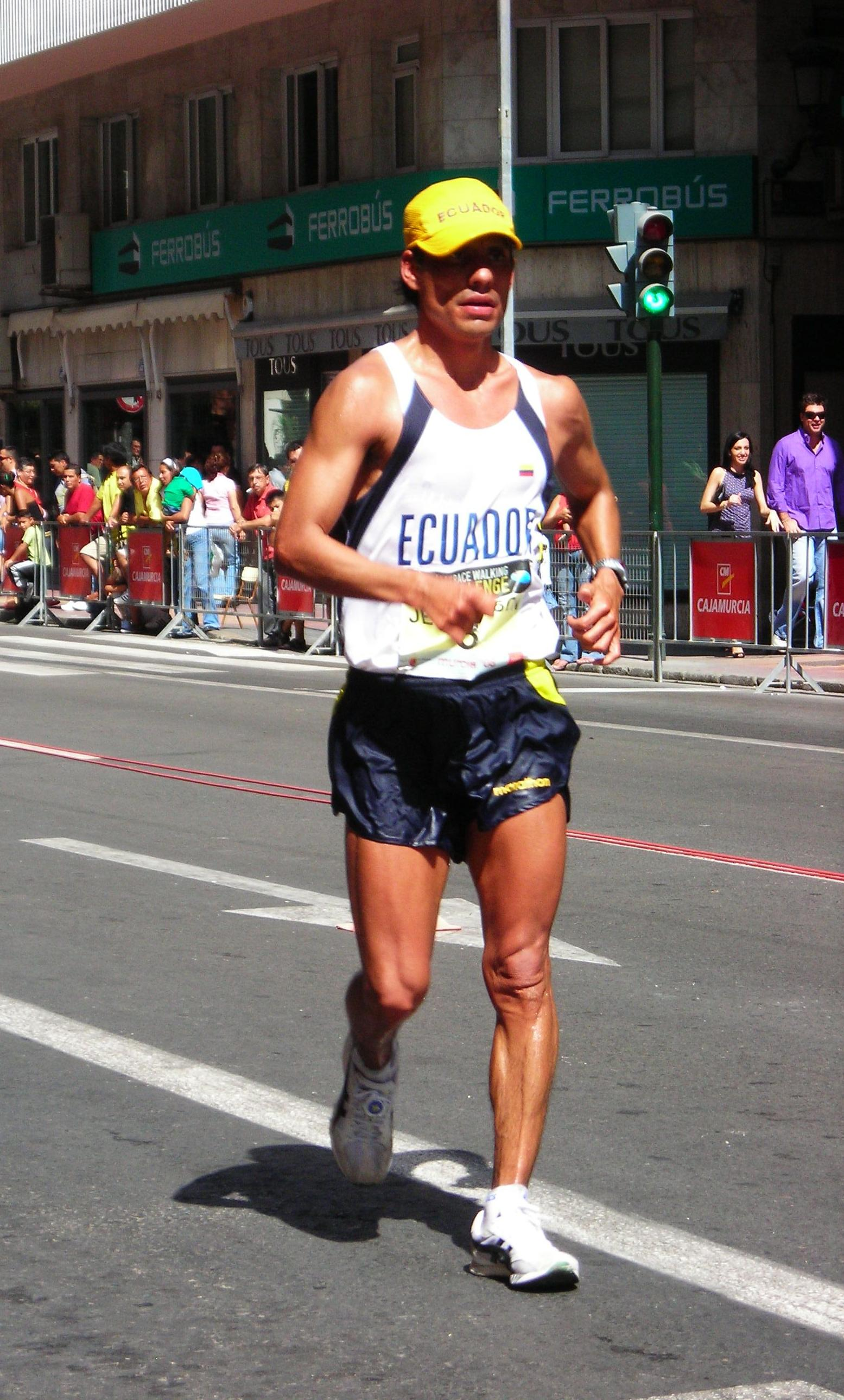
Jefferson Pérez wurde 33.